# زوراب داتوناشفيلي
زوراب داتوناشفيلي (مواليد 18 يونيو 1991) هو لاعب مصارعة يونانية رومانية جورجي المولد لكنه يمثل صربيا دولياً، حصل على الميدالية البروزنية في وزن 87 كج في الألعاب الأولمبية الصيفية 2020.

## روابط خارجية
- زورابي داتوناشفيلي على موقع قاعدة بيانات المصارعة الدولية (الإنجليزية)
- زورابي داتوناشفيلي على موقع اللجنة الأولمبية الدولية (الإنجليزية)
- زورابي داتوناشفيلي على موقع أوليمبيديا (الإنجليزية)